# Arkadi Kozlov
Arkadi Ievguenievitch Kozlov (en russe : Аркадий Евгеньевич Козлов) est un joueur russe de volley-ball né le 30 janvier 1981 à Alma-Ata (RSS kazakhe, alors en URSS). Il mesure 2,08 m et joue central. Il est international russe.

## Biographie
Il a été international cadet pour le Kazakhstan entre 1996 et 1998.

## Clubs
| Club                   | De        | À         |
| ---------------------- | --------- | --------- |
| Lokomotiv Belgorod     | 1998-1999 | 2007-2008 |
| Oural Oufa             | 2008-2009 | 2009-2010 |
| Iaroslavitch Iaroslavl | 2010-2011 | 2011-2012 |
| Iskra Odintsovo        | 2012-2013 | 2012-2013 |
| Lokomotiv Novossibirsk | 2012-2014 | ...       |

## Palmarès
- Championnat du monde des moins de 21 ans
  - Finaliste : 2001
- Championnat d'Europe
  - Finaliste : 2005
- Ligue européenne
  - Finaliste : 2004
- Ligue des champions (2)
  - Vainqueur : 2003, 2004
- Championnat de Russie (3)
  - Vainqueur : 2003, 2004, 2005
  - Finaliste : 1999, 2006
- Coupe de Russie (2)
  - Vainqueur : 2003, 2005